# Trichoniscus gordoni
Trichoniscus gordoni là một loài chân đều trong họ Trichoniscidae. Loài này được Vandel miêu tả khoa học năm 1955.